# Gustav Poppe
Gustav Poppe, křtěný Gustav Karel (29. května 1828 Praha – 13. září 1858 Veltrusy) byl český malíř.

## Život
Narodil se v rodině perleťářského dělníka Johanna Friedricha Poppeho (1793–1864) a jeho manželky Karoliny (1793–1867). Měl pět sourozenců.
Studoval na pražské Akademii u Christiana Rubena. Cestoval po Belgii, Francii, pobýval v Mnichově a v Římě. Po návratu do Prahy tvořil ve společném ateliéru v hotelu U arcivévody Štěpána s malířem Václavem Kroupou.
Zemřel ve třiceti letech na tuberkulózu.

## Dílo
Gustav Poppe se věnoval žánrové a historické malbě, jeho současníky byli Josef Mánes, Karel Purkyně a Quido Mánes. Žánrové malby s komickým námětem, které tvořil Quido Mánes i Gustava Poppe byly ovlivněny dílem Carla Spitzwega.
Díla Gustava Poppeho jsou zastoupena v Národní galerii v Praze, kostele v Chýnově, klášteru v Oseku, Moravské galerii v Brně, zámku Třeboň, Západočeské galerii v Plzni. Obrazy Gustava Poppeho jsou na trhu vzácné, protože zemřel mladý.

## Galerie

Cudné poprsí, olej na plátně
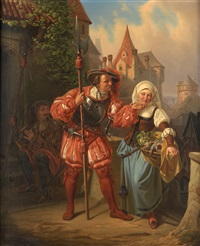
Neslušný  návrh, olej na plátně (1852)
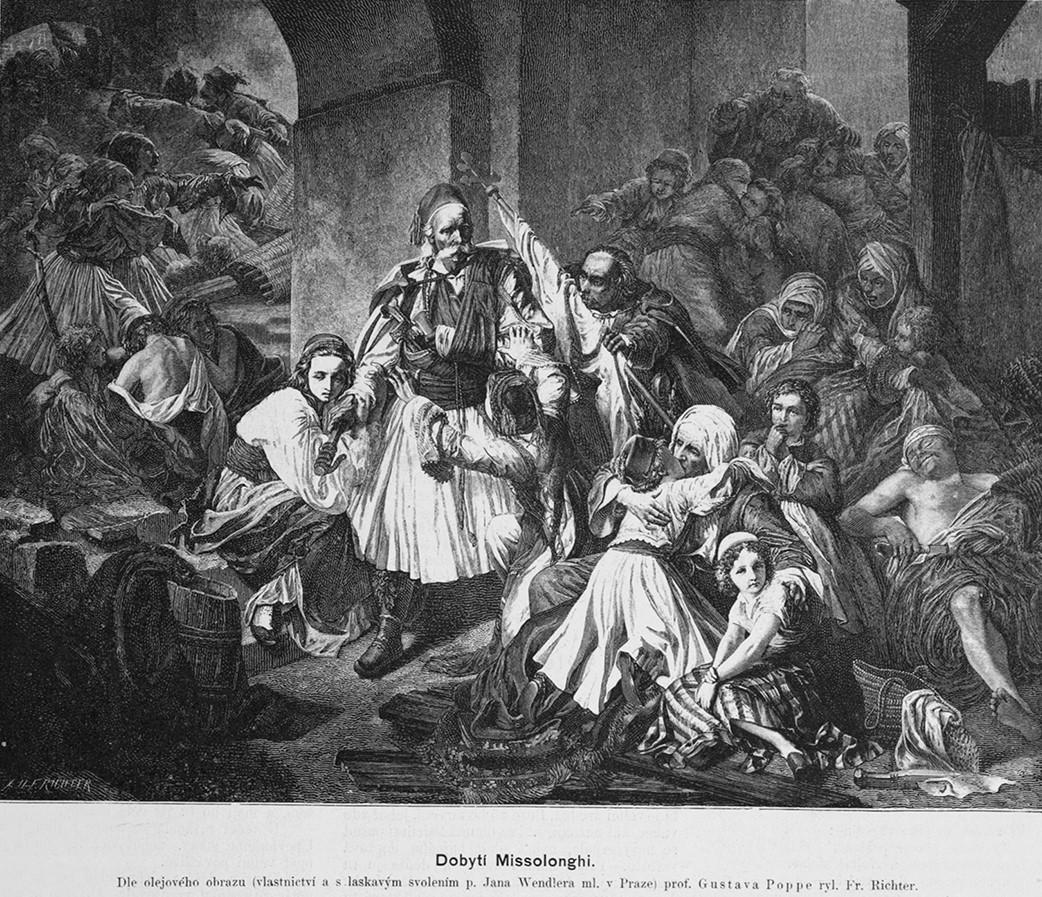
Dobytí Missolonghi (černobílá reprodukce Světozor 1878)
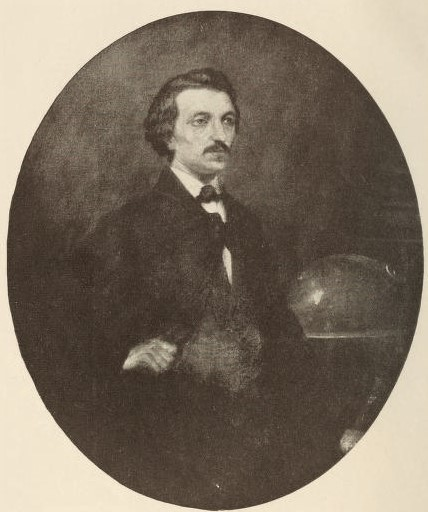
Moses Hess,
Lovec v klobouku, olej na plátně
Spící  hlídka, olej na plátně